# Weilheim in Oberbayern

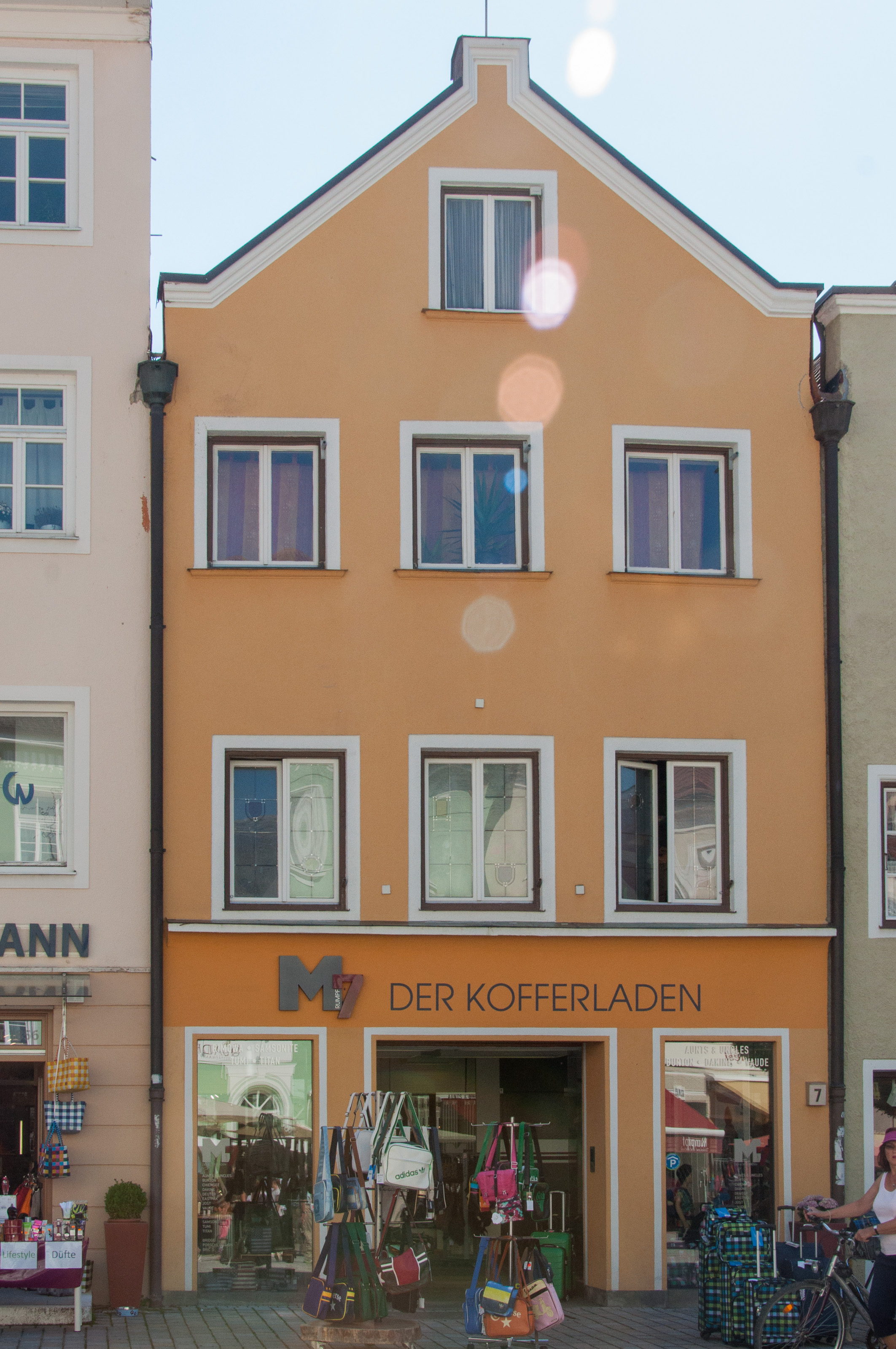
Byggnad vid Marienplatz i Weilheim in Oberbayern.

Weilheim in Oberbayern är en stad i Landkreis Weilheim-Schongau i Regierungsbezirk Oberbayern i förbundslandet Bayern i Tyskland.  Weilheim in Oberbayern, som för första gången nämns i ett dokument från år 1010, har cirka 23 000 invånare.

## Administrativ indelning
Till staden Weilheim hör följande stadsdelar: Marnbach, Deutenhausen, Tankenrain, Unterhausen, Hahnenbühel och Lichtenau.